# Low Roar
Low Roar був ісландським пост-рок/електронним проєктом, заснованим покійним американським іммігрантом Раяном Каразією у 2011 році. Спочатку проєкт був сольним, але пізніше до нього доєдналися Лейфур Бйорнссон і Логі Гудмундссон. Гурт набрав популярність після того, як їхня музика увійшла до саундтреку відеогри Death Stranding (2019). Їхня пісня «I'll Keep Coming» була використана у трейлері гри.

## Історія
Каразія спочатку очолював каліфорнійський інді-рок-гурт Audrye Sessions у 2002–2010 роках, а згодом переїхав до Рейк'явіка (Ісландія), де розпочав новий проєкт Low Roar, випустивши однойменний альбом у 2011 році. Другий альбом 0 вийшов у 2014 році Tonequake Records, а потім Once in a Long, Long While… у середині 2017 року. Альбом The Low Roar ross. вийшов у листопаді 2019 року. Останній альбом maybe tommorow… вийшов у липні 2021 року.
Дискографія гурту значною мірою увійшла у саундтрек до відеогри Death Stranding 2019 року. Дизайнер відеоігор Хідео Кодзіма випадково натрапив на їхню музику в магазині компакт-дисків у Рейк'явіку. Кодзіма описав музику Low Roar як «чуттєву» та «унікальну». Коли компанія Sony вперше зв'язалася з гуртом, щоб отримати ліцензію на їхню музику для Death Stranding, у гурту були труднощі, бо більшість їхньої музики записувалась на ноутбук на кухні Каразіа. Використання музики Low Roar у грі значно сприяло популяризації та успіху гурту.
У 2021 році вони записали пісню «Feels» для мобільної гри Arknights, яку пізніше випустили повністю під назвою «Fade Away» у своєму альбомі 2021 року maybe tomorrow….
Їхня пісня «Help Me» звучить під час титрів фільму Flee 2021 року.
29 жовтня 2022 року було оголошено, що Раян Каразія, засновник і соліст гурту, помер у віці 40 років. Через кілька годин стало відомо, що причиною смерті стало ускладнення пневмонії. Також було оголошено, що зрештою вийде шостий альбом, над яким гурт працював у 2022 році.

## Дискографія

### Альбоми
- Low Roar (2011)
- 0 (2014)
- Once in a Long, Long While... (2017)
- ross. (2019)
- maybe tomorrow… (2021)
- House In The Woods (2025)

### Мініальбоми
- Hávallagata 30 (2014)
- Remix — EP (2015)
- Inure (2020)

### Живі альбоми
- Live at Gamla Bíó (2015)

### Сингли
- «The Sky Is Falling» (2018)
- «Everything To Lose» (2021)
- «Hummingbird» (2021)